# Église Saint-Pierre-ès-Liens de Sauternes
Pour les articles homonymes, voir Église Saint-Pierre-ès-Liens.
L'église Saint-Pierre-ès-Liens de Sauternes est une église catholique située dans le département français de la Gironde, sur la commune de Sauternes, en France.

## Localisation
L'église se trouve au cœur du village.

## Historique
L'édifice construit au XIIe siècle a été augmenté d'un clocher carré et d'un presbytère vers la fin du XVIe ou le début du XVIIe siècle puis quasiment entièrement reconstruit au milieu du XIXe siècle ; il est inscrit au titre des monuments historiques par arrêté du 21 décembre 1925 pour son abside romane.

## Images

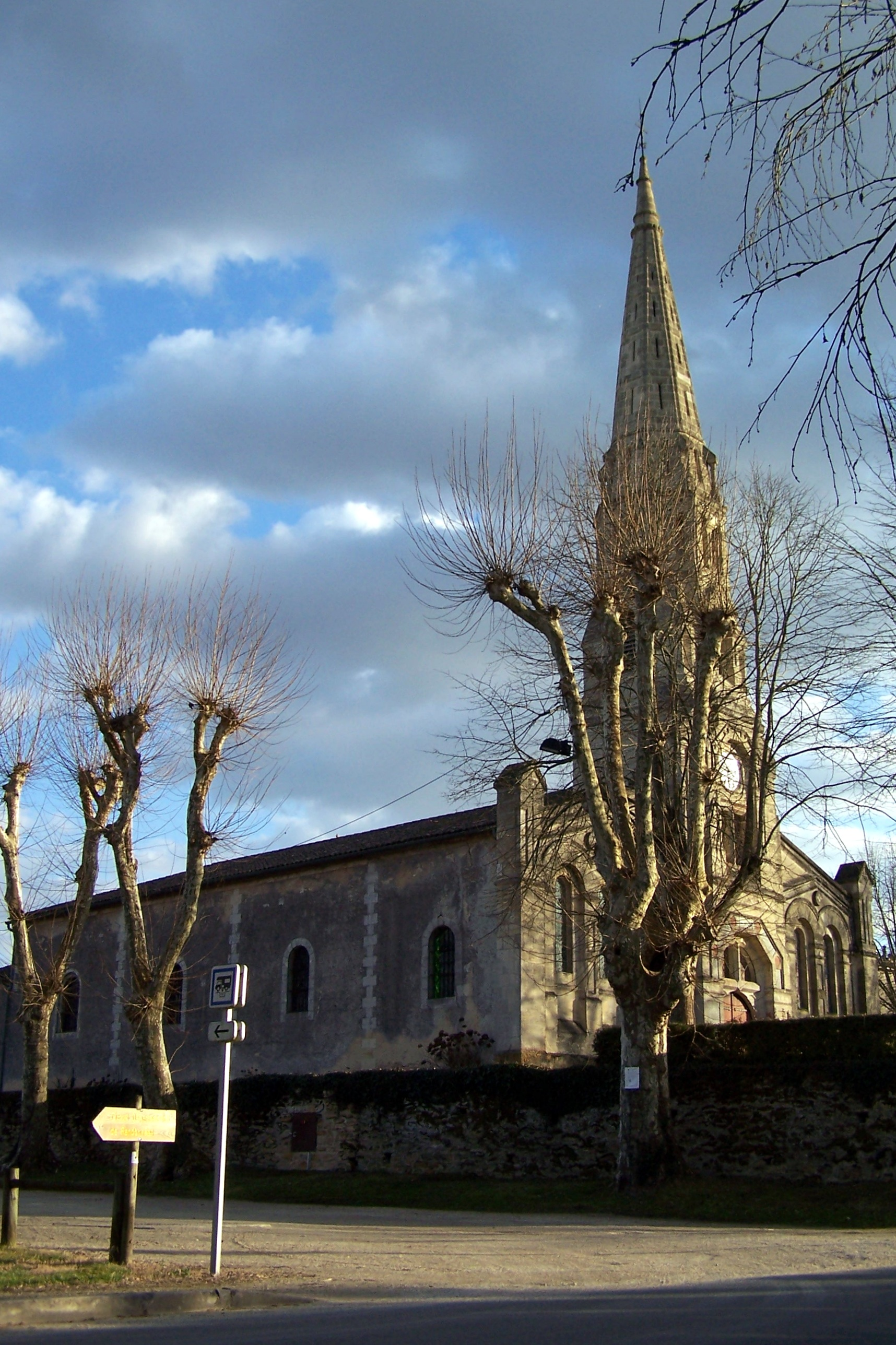
Vue nord-ouest de l'église (mars 2012).
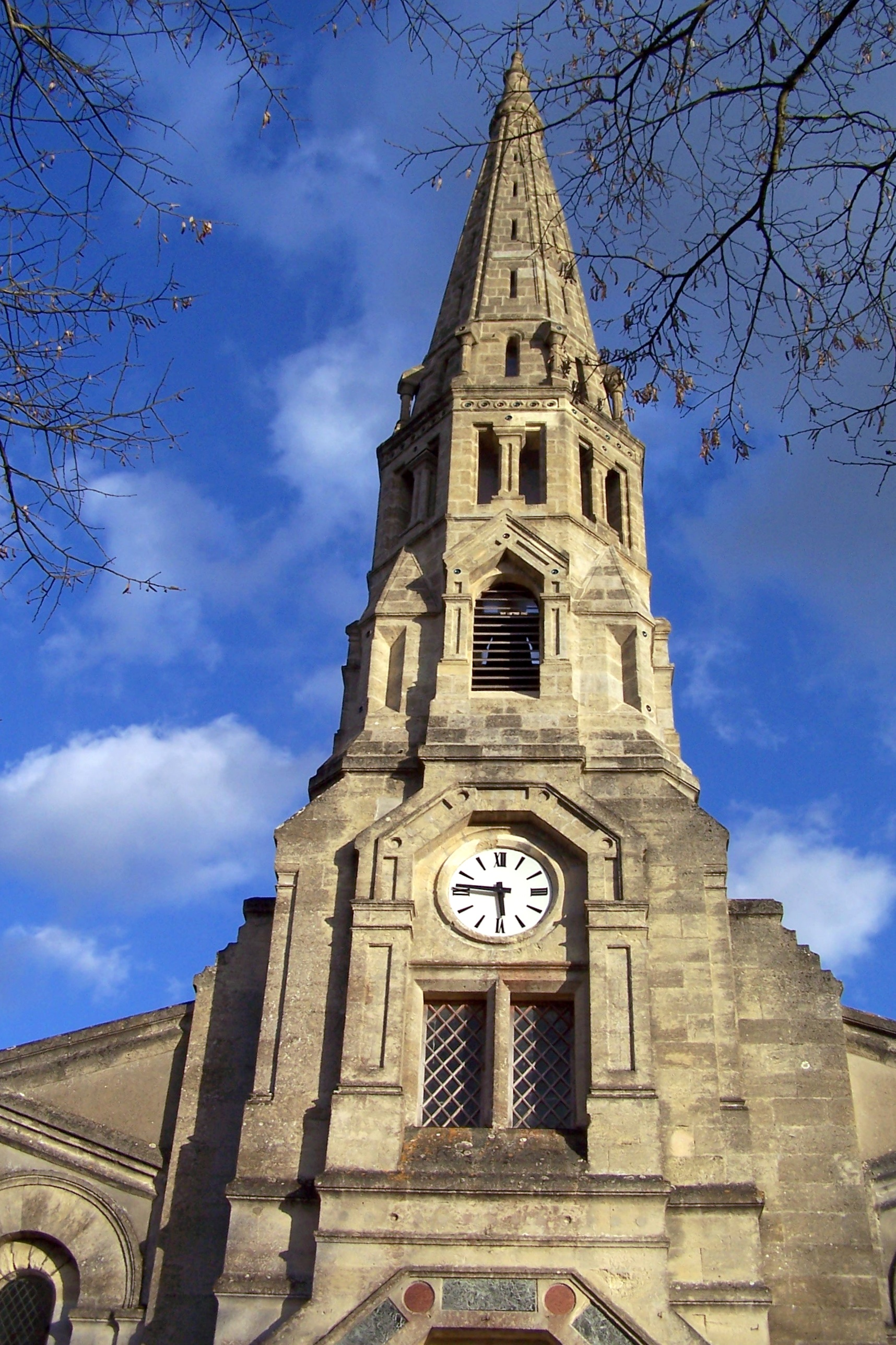
Le clocher à l'ouest (mars 2012).
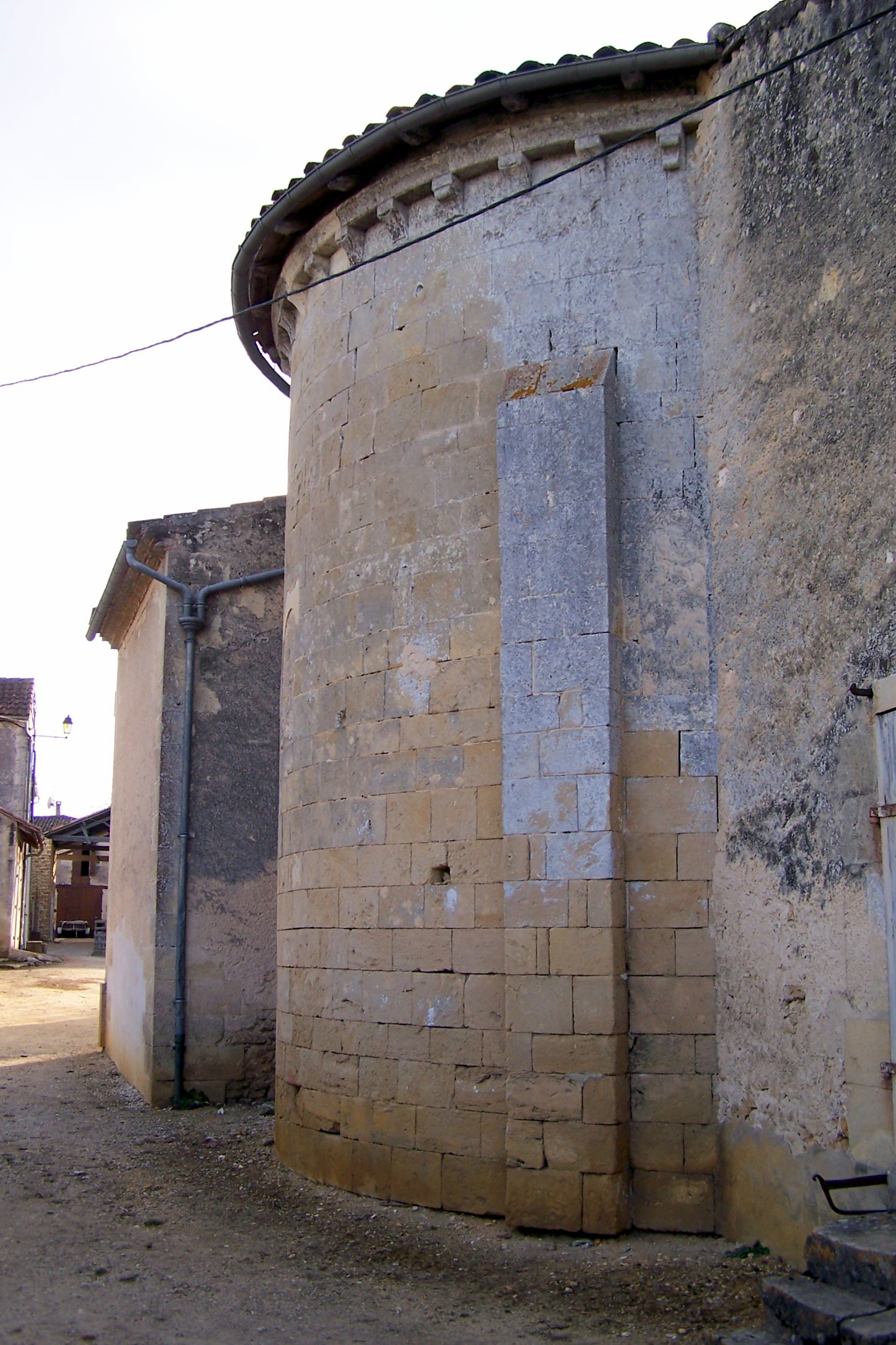
Le chevet (mars 2012).
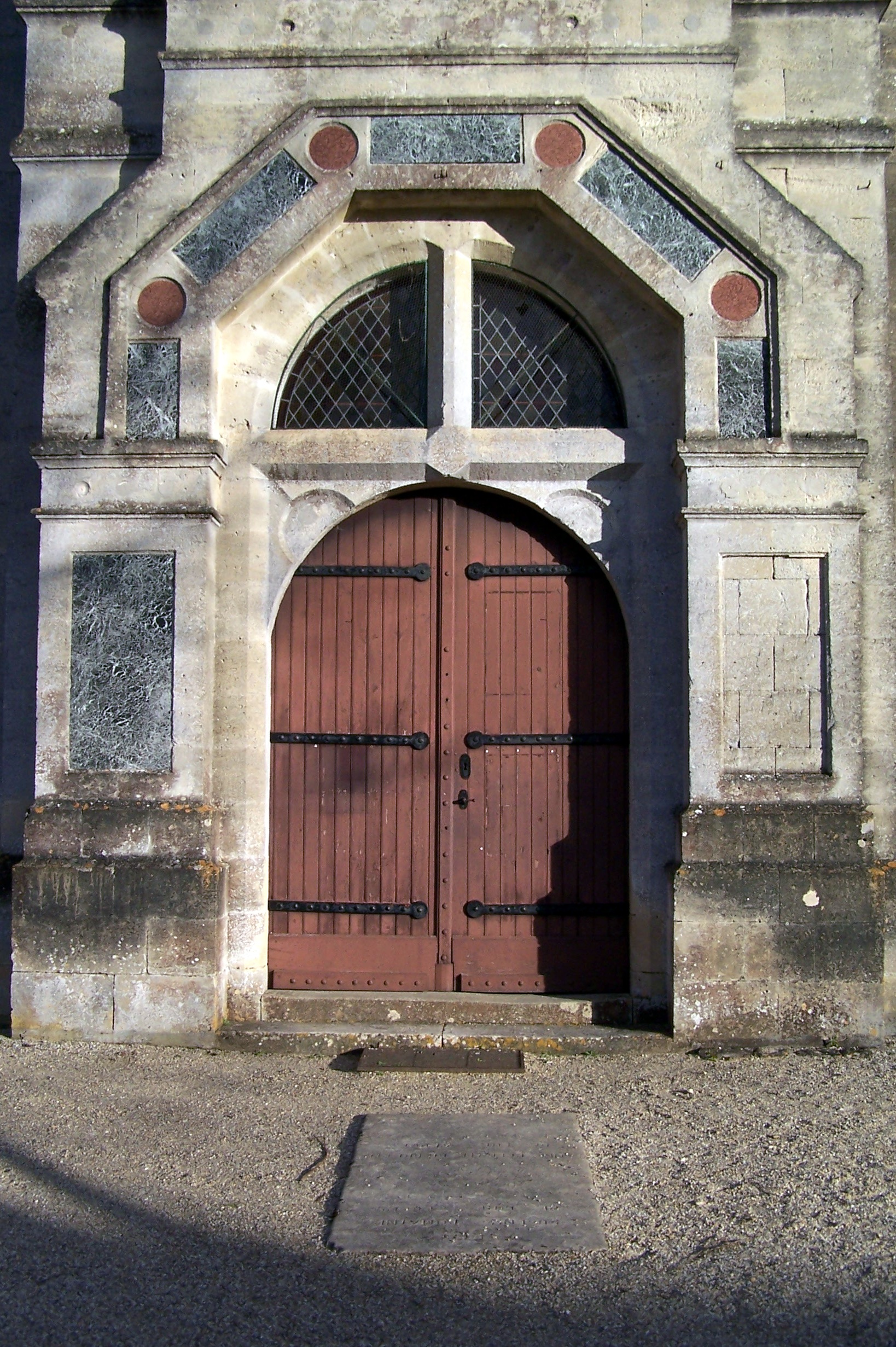
Le portail (mars 2012).